# Evangelistar aus Seeon

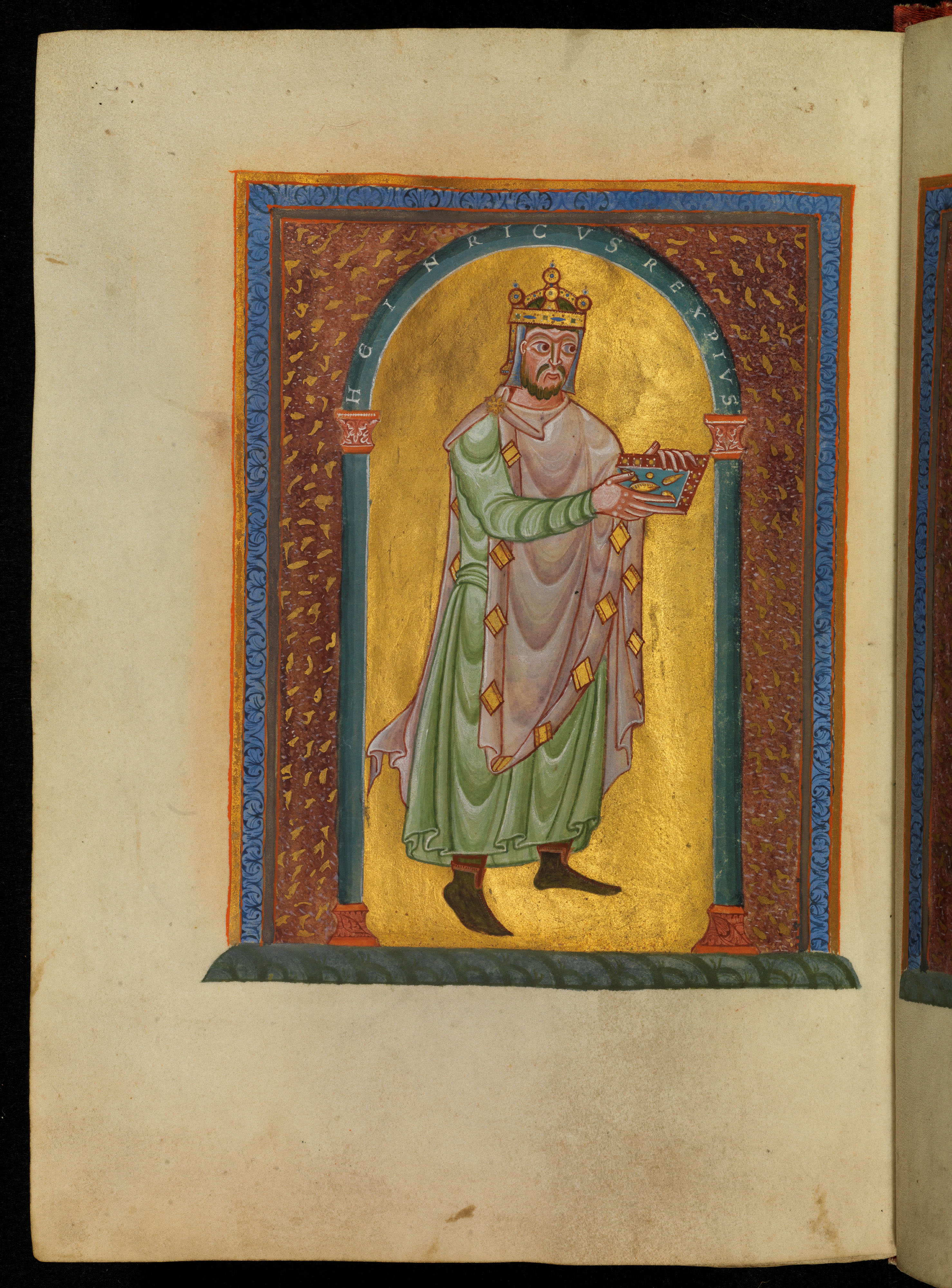
König Heinrich als Buchstifter vor Maria (fol. 7^{v}–8^{r})

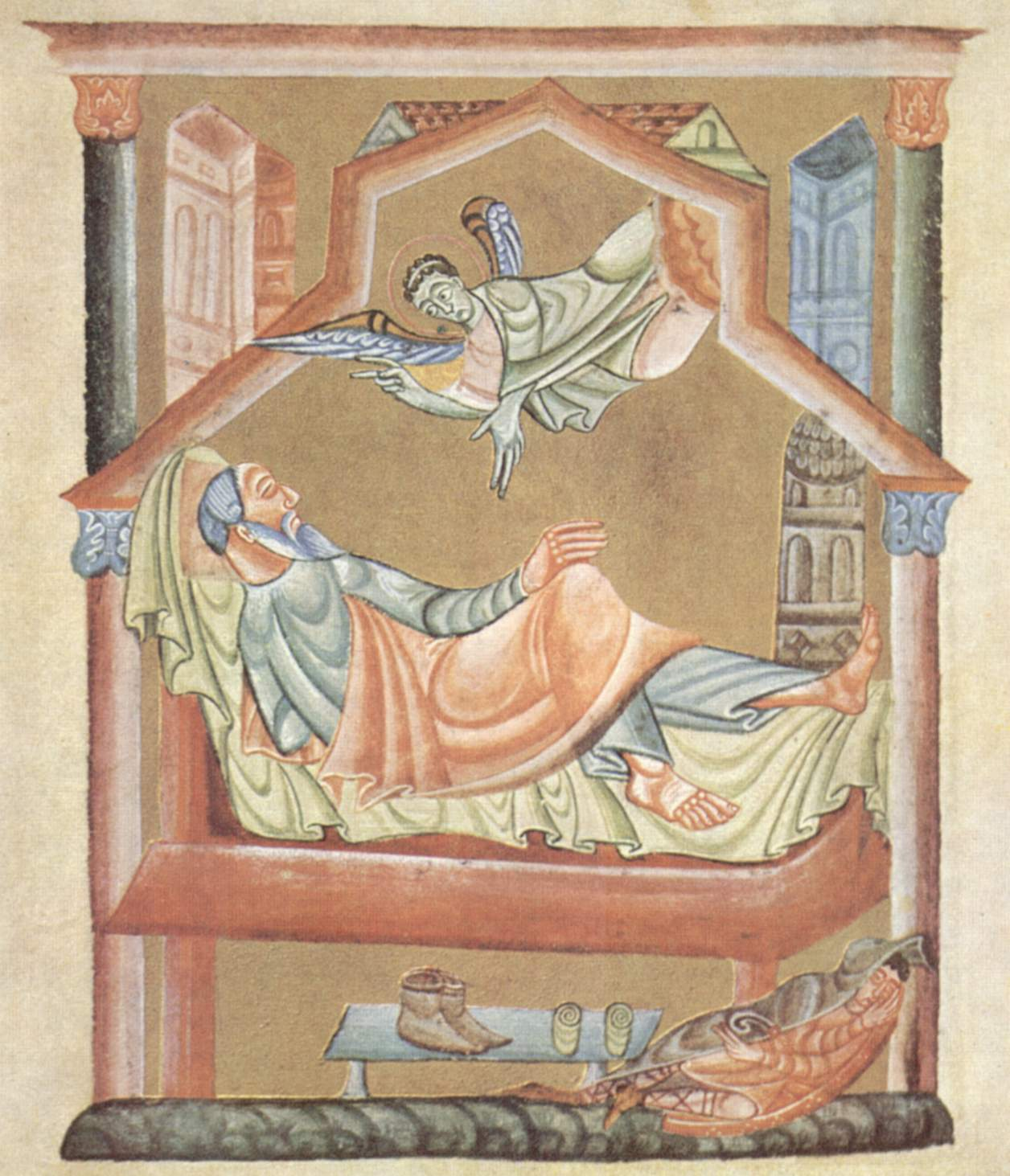
Der Traum Josefs, fol. 8^{v}

Das Evangelistar aus Seeon, auch Seeoner Evangelistar oder Evangelistar Heinrichs II., ist ein zwischen 1002 und 1014 im Kloster Seeon entstandenes Evangelistar. Es wird heute in der Staatsbibliothek Bamberg unter der Signatur Msc.Bibl.95 aufbewahrt.
Die von Heinrich II. dem Bamberger Dom gestiftete, 124 Pergamentblätter im Format 24,5 × 17,6 cm umfassende Handschrift enthält die im Rahmen der Heiligen Messe vorgetragenen Evangelienabschnitte, die sogenannten Perikopen, und ist reichlich geschmückt mit Initialen, Zierseiten sowie zehn ganzseitigen Miniaturen.
In dem doppelseitigen Dedikationsbild (fol. 7v–8r) bringt der gekrönte König Heinrich als Stifter der Gottesmutter Maria ein Buch mit edelsteinverziertem Einband dar. Sie steht stellvertretend für den Bamberger Dom. So sind im Seeoner Pontifikale beim Ritus zur Feier der Kirchweihe die Namen Marias sowie der Dompatrone Petrus und Georg durch Majuskeln in gleicher Weise hervorgehoben. Die beiden Bildseiten sind formal gleichartig nach Art eines Diptychons gestaltet. Von Säulen getragene Arkadenbögen sind in eine fein gegliederte Rechteckrahmung eingestellt, die goldgefleckte Purpurfelder umschließt. Die ihrer Größe nach gleichrangigen Figuren scheinen vor dem Goldgrund der Arkaden zu schweben – ein für die ottonische Buchmalerei typisches Gestaltungsmerkmal. Lediglich der Nimbus der Maria deutet ihre Vorrangstellung an. Namensbezeichnungen in Majuskeln weisen die Dargestellten aus: Heinricus rex pius („Der fromme (gottesfürchtige) König Heinrich“, demnach ein Hinweis auf die Entstehung des Evangelistars vor der Kaiserkrönung im Jahre 1014) und S[an]c[t]a Maria Theotocos („Heilige Maria, Mutter Gottes“); dabei sind die Buchstaben Th mit einem griechischen Theta wiedergegeben.
Außergewöhnlich ist der zeitgenössische Seideneinband: Stoffe waren vielfach Bestandteil von Prachteinbänden, doch selten diente ein Gewebe allein als Einbandschmuck. Vorliegend wurde ein flexibler Pergamentumschlag mit Samit in zwei verschiedenen Rottönen bezogen. Die einzelnen Felder des Rautennetzmusters sind reihenweise abwechselnd mit Vogelpaaren und Büstenmedaillons geziert. Das Gewebe wurde höchstwahrscheinlich gegen Ende des zehnten Jahrhunderts in einer kaiserlich-byzantinischen Werkstatt in Konstantinopel gefertigt.
Die von Gude Suckale-Redlefsen vorgeschlagene Datierung vor 1012 geht von der Annahme aus, dass die Handschrift für den Hauptaltar im Ostchor des Bamberger Doms bestimmt war, der bei der Konsekration der Domaltäre am 6. Mai 1012 der Maria geweiht wurde.
Im Verzeichnis des Bamberger Domschatzes von 1736 wird das Evangelistar unter den sieben „Antiquitäten“ genannt, die zwar durch die außerordentliche Pracht ihrer Einbände ausgezeichnet waren, jedoch nicht im Domschatz, sondern in der Dombibliothek gesondert verwahrt wurden.